# Ал-Каида в Ислямския Магреб
Ал-Каида в Ислямския Магреб (на арабски: تنظيم القاعدة ببلاد المغرب الاسل), съкратено АКИМ или АКМИ (на френски: Al-Qaida au Maghreb islamique, AQMI), е въоръжена групировка, действаща в Магреб, съставена от сунити.
Обявена е за терористична организация от Европейския съюз и Съединените американски щати. Тя поема отговорност за експлозията на бомба на 11 април 2007 г. в столицата Алжир, която причинява 24 смъртни случая и допълнително ранява 222 души.
Създадена е като Салафистка група за проповед и борба (الجماعة السلفية للدعوة والقتال). Нейната основна цел е установяването на халифат в Алжир. През януари 2007 г. се преименува на Ал-Каида в Ислямския Магреб.